# 別所町 (太田市)
別所町（べっしょちょう）は、群馬県太田市にある地名（町丁）。郵便番号は373-0041。

## 概要
宝泉地区にある町丁。

## 地理

### 近隣町丁
- 脇屋町
- 新田金井町
- 沖野町
- 宝町
- 由良町
- 新道町

## 世帯数と人口
2022年（令和4年）3月31日現在の世帯数と人口は以下の通りである。
| 町丁   | 世帯数  | 人口  |
| ------ | ------- | ----- |
| 別所町 | 395世帯 | 872人 |

## 交通

### 鉄道
町内に鉄道は通っていない。

### 道路
- 群馬県道2号前橋館林線
- 太田西部幹線

## 施設
- セブンイレブン太田市別所町店
- ベルク太田店